# Acanthascus microchetus
Acanthascus microchetus är en svampdjursart som beskrevs av Isao Ijima 1898. Acanthascus microchetus ingår i släktet Acanthascus och familjen Rossellidae. Inga underarter finns listade i Catalogue of Life.